# ドゥアルテ州
ドゥアルテ州 (ドゥアルテしゅう、スペイン語：Duarte / スペイン語発音: [ˈdwarte])は、ドミニカ共和国の州。
2017年の人口は29万6558人。
州都はサン・フランシスコ・デ・マコリス。

## 隣接州
- 北：エスパイジャト州
- 北東：マリア・トリニダー・サンチェス州
- 東：サマナ州
- 南東：モンテ・プラタ州
- 南：サンチェス・ラミレス州
- 西：ラ・ベガ州
- 北西：エルマーナス・ミラバル州

## 行政区分
- アレノソ（英語版）
- カスティリョ（英語版）
- サン・フランシスコ・デ・マコリス：州都
- ビージャ・リバ（英語版）
- ピメンテル（英語版）
- オストス（英語版）
- ラス・グアラナス（英語版）